# 見能林村
見能林村（みのばやしそん）は、かつて徳島県那賀郡にあった村。

## 地理
那賀川下流に広がる平野の南端部に位置する。東は紀伊水道に面し、西は津乃峰山塊、南は橘湾に望む。
現在の阿南市見能林町・中林町・才見町・津乃峰町・大潟町。
- 山岳：津乃峰山
- 河川：那賀川

## 沿革
- 1889年（明治22年）10月01日 - 町村制施行に伴い那賀郡見能方村、答島村、中林村、才見村が合併し、見能林村が発足。
- 1955年（昭和30年）03月16日 - 富岡町に編入し消滅。

## 出身者
- 吉野岩畄吉 - 大相撲力士